# Крюково (депо)
Моторвагонное депо Крюково (ТЧ-6) — структурное подразделение Октябрьской дирекции моторвагонного подвижного состава — филиал центральной дирекции моторвагонного подвижного состава ОАО «Российские железные дороги». Моторвагонное депо прямоугольного типа по техническому обслуживанию и текущему ремонту электропоездов. Начальник депо — Андрюнин А.А.
Депо является базовым на ОЖД (как Московского, так и Санкт-Петербургских узлов) по ремонту моторвагонного подвижного состава в объеме ТР-2. С 2016 года в связи с увеличением ремонтных мощностей депо взяло на себя 46 % объема ТР-2 Московской дороги (дирекции)

## История
Депо Крюково открыто 4 июня 2000 года. Первые поступившие в депо электропоезда производства Рижского вагоностроительного завода постройки 1986—1990 гг., были переданы из депо Москва-Октябрьская, переоборудованного в пассажирское вагонное депо.
В 2009 году была завершена вторая очередь строительства депо, проводившейся с 2006 года, в рамках программы обновления деповского хозяйства пригородных пассажирских перевозок, включавшей в себя постройку нового цеха текущего ремонта второго объема ТР-2, цеха технического обслуживания четвертого объема с обточкой колесных пар ТО-4, а также цеха экипировки и уборки подвижного состава. Количество вагонов, для которых будет производиться обточка, увеличилось с 350 до 1000 в год. В 2010 году депо стало базовым предприятием по текущему ремонту второго объема электропоездов на Октябрьской железной дороге. Общий объем финансирования составил около 1,5 миллиардов рублей. Проектная мощность депо составляет 187 моторвагонных секций в год, в будущем её планируется увеличить до 347.
Обслуживаемые линии
| #     | Линия       | Период                 |
| ----- | ----------- | ---------------------- |
| МЦД-3 | Линия МЦД-3 | 2023 — настоящее время |

## Приписной парк
Приписной парк депо на 2019 год составляет около 40 составов. До 2015 года в депо эксплуатировались только электропоезда серий ЭР2Т и ЭТ2М в виде 12-вагонных составов. С лета 2019 года на баланс депо были переданы составы типа ЭС2Г для эксплуатации на экспрессных рейсах в виде СМЕ из двух 5-вагонных электропоездов, длина СМЕ при этом незначительно короче состава типа ЭТ2М (ранее эти электропоезда состояли на балансе ТЧ-96 Подмосковная), в том числе и для работы в категории «Комфорт» обычных пригородных маршрутов. По мере запуска новых составов ЭТ2М передаются в Санкт-Петербург и другие депо Октябрьской железной дороги.
На момент конца 2024 года примерно 80% парка подвижного состава составляют электропоезда серии ЭС2Г "Ласточка".

## Тяговые плечи
Суммарный охват тяговых плеч депо составляет более половины протяжённости магистрали Санкт-Петербург — Москва, а также два прилегающих электрифицированных ответвления, одно из которых тупиковое:
- Москва-Пассажирская — Тверь (166,7 км), включая зонный оборот по следующим плечам:
  - Москва-Пассажирская — Крюково (38,5 км)
  - Москва-Пассажирская — Подсолнечная (64,5 км)
  - Москва-Пассажирская — Клин (89,1 км)
- Москва-Пассажирская — Конаково ГРЭС (141,0 км)
- Тверь — Торжок (75,5 км)
- Тверь — Бологое-Московское (163,6 км), включая зонный оборот по участку Тверь — Лихославль
- Бологое-Московское — Окуловка (по выходным только до Угловки)

Также с 2019 по 2024 года депо обслуживало аэроэкспрессные поезда на маршруте Москва-Киевская — Внуково
На момент 2024 года депо обслуживает поезда №727/728 Москва-Пассажирская — Санкт-Петербург-Главный